# Tomáš Konečný
Tomáš Konečný (Olomouc, 11 de outubro de 1973) é um ciclista tcheco, disputando profissionalmente desde o ano de 1996. Com a equipe tcheca, ele competiu em duas provas nos Jogos Olímpicos de Sydney 2000.